# Mockau, Leipzig
Mockau är en stadsdel i Leipzig, Tyskland. Området ligger i nordöstra delen av staden och stadsdelen är uppdelad i två områden, Mockau-Nord och Mockau-Süd.

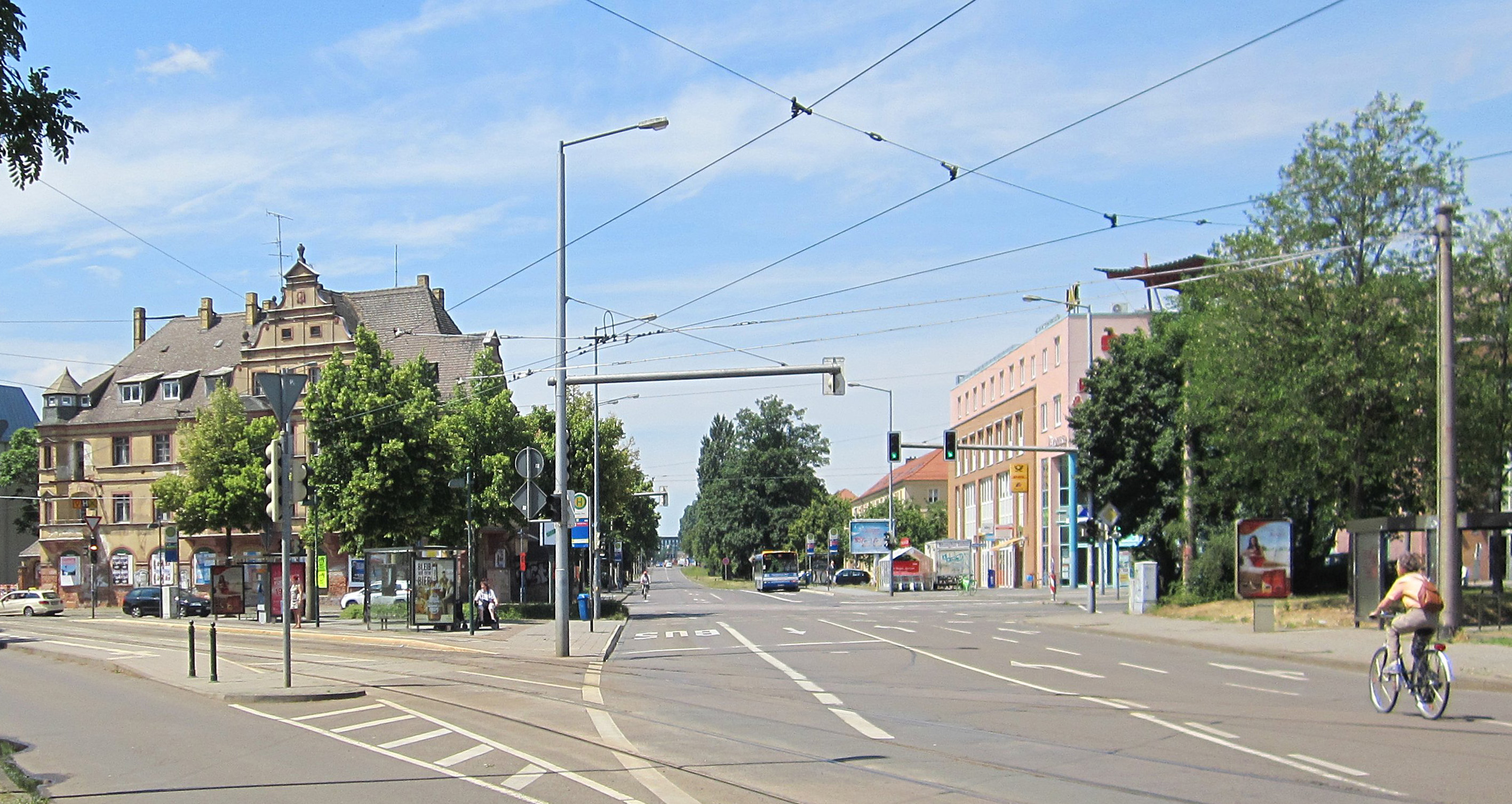
Mockau 2015.

## Befolkningsutveckling
| År       | 1819 | 1834 | 1844 | 1871 | 1880 | 1884 | 1890 | 1905 | 1910 | 1933   | 1992   | 2000   | 2005   | 2010   | 2015   | 2020   |
| Invånare | 200  | 306  | 368  | 755  | 1354 | 1596 | 2222 | 8122 | 9211 | 15.500 | 19.680 | 15.966 | 14.537 | 14.316 | 15.458 | 16.130 |

Stadsdelen växte snabbt på 1900-talets början när Leipzig industrialiserades. Även en industrialiseringsvåg på 1930-talet bidrog till en anmärkningsvärd befolkningsutveckling. Toppen 1992 är på grund av prefabricerade byggnader som uppfördes under 1980-talet. Efter den tyska sammanslagningen minskade befolkningen i Mockau och Leipzig generellt. 